# Italopodisma samnitica
Italopodisma samnitica is een rechtvleugelig insect uit de familie veldsprinkhanen (Acrididae). De wetenschappelijke naam van deze soort is voor het eerst geldig gepubliceerd in 1954 door La Greca.